# Classificació de les plantes
La necessitat d'obtenir un ordre en l'enorme diversitat dels organismes vegetals o regne Plantae, es resol mitjançant els sistemes de classificació.

## Origen i forma dels sistemes de classificació

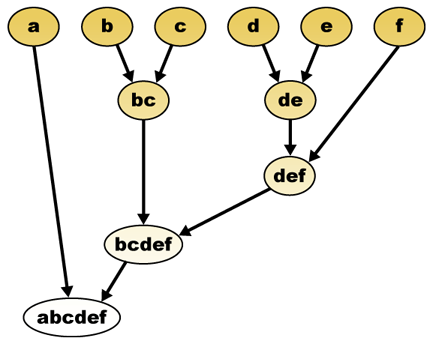
Els sistemes de classificació tenen forma de dendogrames, cada node del dendograma és un tàxon.

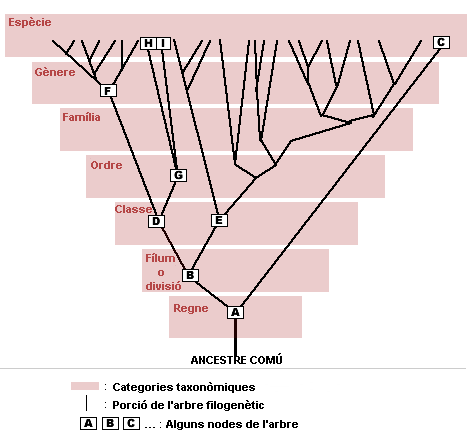
Els tàxons són ubicats en rangs taxonòmics.

El primer sistema de classificació que s'utilitza avui en dia fou el proposat per Linné el 1753, quan publicà el seu Species Plantarum. Cal assenyalar que no fou sinó a partir de l'acceptació de la Teoria de l'Evolució proposada per Darwin quan es començà a pensar que la classificació biològica ha de reflectir la filogènia dels organismes.
Avui en dia, les regles per donar forma als sistemes de classificació i per donar nom als tàxons estan escrites al Codi Internacional de Nomenclatura Botànica, al qual s'han de cenyir els sistemes de classificació.

### Organització dels sistemes de classificació
Els sistemes de classificació tenen forma de dendrogrames. Cada node del dendrograma es correspon amb un tàxon (agrupació d'organismes emparentats). A cada tàxon se li assigna una categoria taxonòmica.

### Nom dels tàxons
Avui en dia, la proposta de cada nou tàxon ha d'estar acompanyada d'un nom botànic que segueixi les normes del Codi Internacional de Nomenclatura Botànica.

## Sistemes de classificació de les plantes
Al llarg de la història, els coneixements de sistemàtica de plantes (tant en diversitat d'espècies com en caràcters estudiats) van anar creixent i, amb ells, la necessitat de modificar la circumscripció dels tàxons existents (això és, de quins subtàxons estan compostos) i d'afegir alguns tàxons nous, amb l'objectiu de reflectir els nous coneixements de diversitat i filogènia.
Fou així com, partint del sistema de classificació de Linné, se'n proposaren d'altres que prengueren com a base el sistema de classificació linneà. Alguns foren més utilitzats que altres. Cal destacar que després de Darwin, molts sistemes de classificació intentaren reflectir la filogènia de les plantes, amb les limitacions i llacunes de coneixements que hi havia a cada època. A continuació una llista abreujada dels que tingueren més acceptació a la comunitat científica, alguns d'ells encara poden ser trobats ordenant les espècies de moltes "Flores" (llibres de diversitat d'espècies).

### Sistema de classificació d'Engler
Publicat per primera vegada per Adolf Engler a finals del segle passat, continuat pels seus col·laboradors i adaptat diverses vegades per altres investigadors (per la qual cosa té nombroses variants). Fou un dels primers que intentaren ser filogenètics i tingué molts encerts (als quals curiosament avui en dia s'ha tornat).

### Sistema de classificació de Cronquist
Publicat per primera vegada per Arthur Cronquist el 1981 i continuat el 1988, se centra en les angiospermes. Fou probablement el més utilitzat en els últims anys, fins a l'arribada del sistema de l'APG. Es basa principalment en la morfologia. Tingué encerts i errades.

### Sistema de classificació d'angiospermes d'APG, APG II i APG III
Publicat per primera vegada pel grup de botànics autodenominat "Angiosperm Phylogeny Group" (APG) el 1998, per segona vegada (pel qual s'autodenominaren "Angiosperm Phylogeny Group II", o APG II) el 2003, i per tercera vegada per l'APG II el 2009. És un sistema de classificació de les angiospermes. Es va crear per la necessitat de veure els avenços en filogènia derivats de les [[sistemàtica molecular|anàlisis moleculars d'ADN]] reflectits en un sistema de classificació de plantes amb flors. La curiositat de publicar sota un nom de grup i no com llista d'autors, que és com es fa normalment, fou per evitar el problema de l'ordre d'autoria del treball.

### Sistema de classificació d'angiospermes de l'APW
L'Angiosperm Phylogeny Website (APW o APWeb), creat i actualitzat per un dels membres dels APG (P. F. Stevens), partí de la classificació APG II en el 2003 i actualitza la classificació amb cada publicació apareguda des d'aleshores. El 2003 era un reflex del sistema APG II, però amb els anys patí diverses modificacions. Tot i que és el més inestable (car és modificat amb cada publicació), també és el que més s'apropa al que avui en dia se sap de filogènia d'angiospermes.

### Sistema de classificació de les falgueres de Smith 2006
Publicat per primera vegada l'agost del 2006, igual que el sistema de l'APG II, és un sistema de classificació creat a causa de la necessitat de veure reflectits els avenços en filogènia de falgueres. Classifica el que avui en dia es diu "falgueres" (classe Monilophyta), en classes, ordres i famílies. Els autors del sistema aclareixen que encara no estan prou investigats els gèneres i espècies a nivell molecular i genètic, per la qual cosa encara no és moment per crear un sistema de classificació de gèneres i espècies, i de fet algunes famílies estan encara poc definides.